# 1947

## Події
- 9 лютого — обрана Верховна Рада УРСР другого скликання
- 17 лютого — Голос Америки розпочинає трансляцію радіопередач на СРСР
- 5 червня — План Маршалла
- 20 жовтня — розпочалася Індійсько-Пакистанська війна
- 21 листопада — У Нью-Йорку засновано Панамериканську українську конференцію
- Михайло Калашніков створив автомат АК-47
- Американська фірма Raytheon випустила першу комерційну мікрохвильову піч
- засновано ГАТТ (GATT — Generall Agreement on Tariffs and Trade)
- Ірландський підприємець Брендан О'реган заснував перший магазин дьюті-фрі

## Народились
Дивись також Категорія:Народились 1947
- 1 січня — Микола Миколайович Мірошниченко, український поет, перекладач.
- 2 січня — Тихонов Олександр Іванович, російський спортсмен.
- 8 січня — Девід Боуї (David Bowie), музикант.
- 8 січня — Нейолова Марина Мстиславівна, російська акторка.
- 26 січня — Патрік Девар, французький кіноактор.
- 29 січня — Девід Байрон, англійський рок-співак (Uriah Heep).
- 12 лютого — Криворучко Анатолій Тихонович, Герой України.
- 17 лютого — Малежик В'ячеслав, російський співак і композитор.
- 18 лютого — Янг Денніс де, американський рок-музикант, співак (Styx).
- 23 лютого — Пустовойтенко Валерій Павлович, український політик, прем'єр-міністр України (1997—1999).
- 24 лютого — Соловей Олена Яківна, російська акторка.
- 6 березня — Дік Фосбері, американський легкоатлет.
- 14 березня — Трошев Геннадій Миколайович, російський генерал-полковник, командувач федеральних військ під час чеченських воєн.
- 25 березня — Елтон Джон, англійський рок-співак, піаніст, композитор.
- 8 квітня — Гау Стів, англійський рок-музикант, гітарист гурту Asia.
- 16 квітня — Карім Абдул-Джаббар, американський баскетболіст.
- 16 квітня — Джеррі Рафферті, шотландський співак, композитор, гітарист.
- 18 квітня — Джеймс Вудс, американський актор.
- 25 квітня — Кройф Йоган, голландський футболіст, тренер.
- 9 травня — Амано Юкія, японський дипломат, генеральний директор (МАГАТЕ) з 2009 року
- 16 травня — Суіт Даррелл, рок-музикант (Nazareth).
- 24 травня — Тома Світлана Андріївна, молдавська акторка.
- 31 травня — Джон Бонам, ударник гурту Led Zeppelin.
- 1 червня — Вуд Рон, англійський рок-гітарист (The Faces, The Rolling Stones).
- 3 червня — Фінн Міккі, рок-гітарист англійської гурту T.Rex.
- 6 червня — Алібасов Баррі Карімович, музикант, продюсер.
- 8 червня — Бокс Мік, рок-музикант (Uriah Heep).
- 19 червня — Рушді Салман, англо-індійський письменник, поет.
- 22 червня — Варлей Наталія, російська кіноакторка.
- 25 червня — Василь Кремень, український вчений, державний діяч, міністр освіти та науки України (1999 - 2005 роки).
- 29 червня — Михайло Іллєнко, український кінорежисер, сценарист, актор.
- 9 липня — О. Джей Сімпсон, гравець в американський футбол, актор.
- 10 липня — Алейніков Ілля, актор-комік.
- 11 липня — Ганна Джефф, рок-музикант.
- 14 липня — Брюховецький В'ячеслав, президент Києво-Могилянської академії.
- 19 липня — Лідон Берні, рок-музикант, гітарист (The Eagles).
- 19 липня — Браян Мей, англійський рок-музикант, гітарист (Queen).
- 20 липня — Ґерд Бінніґ, німецький фізик, винахідник електронного мікроскопа.
- 20 липня — Сантана Карлос, мексиканський рок-музикант (гітара), співак.
- 22 липня — Денні Ґловер, американський актор.
- 22 липня — Дон Генлі, американський рок-музикант, співак (The Eagles).
- 30 липня — Арнольд Шварценеггер (Arnold Schwarzenegger) — культурист, актор, 38-й губернатор штату Каліфорнія (США).
- 4 серпня — Лембіт Ульфсак, естонський актор.
- 4 серпня — Шульце Клаус, ударник німецької гурту Tangerine Dream.
- 6 серпня — Мухаммед Наджибулла, президент Афганістану (1986—1992).
- 7 серпня — Ротару Софія Михайлівна, українська співачка.
- 8 серпня — Задумін Володимир Олександрович, український редактор, член Національної спілки кінематографістів України.
- 10 серпня — Ієн Андерсон, англійський рок-музикант, лідер гурту Jethro Tull.
- 14 серпня — Стіл Даніелла, американська письменниця.
- 1 вересня — Баррі Гібб, австралійський музикант (гітара), композитор, поет, поп-співак (The Bee Gees).
- 3 вересня — Бондевік Кьєлл, прем'єр-міністр Норвегії (з 1997).
- 14 вересня — Сем Нілл, англійський актор.
- 19 вересня — Крім Лол, рок-музикант, співак, один із засновників гурту 10cc.
- 21 вересня — Стівен Кінг (Stephen King), американський письменник.
- 21 вересня — Федлер Дональд, американський рок-музикант, гітарист, співак (The Eagles).
- 26 вересня — Андерсон Лінн, американська співачка.
- 27 вересня — Дік Адвокат, голландський футболіст і футбольний тренер.
- 30 вересня — Болан Марк, британський рок-музикант, лідер гурту T. Rex.
- 1 жовтня — Дейв Арнесон, піонер створення рольових комп'ютерних ігор.
- 5 жовтня — Браян Джонсон, англійський рок-співак, вокаліст австралійського рок-гурту AC/DC.
- 10 жовтня — Ніна Матвієнко, українська співачка та акторка. Народна артистка Української РСР (1985) (пом. у 2023).
- 24 жовтня — Клайн Кевін, американський актор.
- 26 жовтня — Матешко Ольга Миколаївна, українська акторка.
- 26 жовтня — Гілларі Клінтон, американський юрист, сенатор, дружина Білла Клінтона.
- 26 жовтня — Криштофович В'ячеслав Сигизмундович, український кінорежисер.
- 29 жовтня — Річард Дрейфус, американський актор.
- 20 листопада — Джо Волш, американський рок-співак, музикант.
- 29 листопада — Петра Келлі, німецький політик.
- 29 листопада — Мірза Хазар, єврейський, азербайджанський, згодом ізраїльський радіожурналіст, публіцист, перекладач Біблії на азербайджанську мову.
- 5 грудня — Гуррагча Жугдердемидийн, перший монгольський космонавт.
- 14 грудня — Ділма Руссефф, президенти Бразилії.
- 30 грудня — Джефф Лінн, англійський рок-музикант, композитор, співак (ELO).
- Ільмі Аметов, кримськотатарський скульптор.

## Померли
Див. також Категорія:Померли 1947
- 25 січня — Аль Капоне (Al Capone), американський ґанґстер
- 4 березня — Колесса Філарет Михайлович, етнограф, фольклорист, композитор, музикознавець і літературознавець (*1871)
- 7 квітня — Форд Генрі (Henry Ford), американський конструктор і підприємець (*1863)
- 21 серпня — Етторе Бугатті, італійський автофабрикант і конструктор (нар. 1881)
- 4 жовтня — Планк Макс (Max Planck), німецький фізик (*1858)
- 17 листопада  — Йосафат (Коциловський), єпископ Української греко-католицької церкви, блаженний свщмч. (Помер у київській в'язниці).
- 13 грудня — Реріх Микола, російський художник і письменник (*1874)

## Нобелівська премія
- з фізики: Едвард Віктор Епплтон ⁣— «За дослідження фізики верхніх шарів атмосфери, особливо за відкриття так званого шару Еплтона».
- з хімії: Роберт Робінсон — «За дослідження рослинних продуктів великої біологічної важливості, особливо алкалоїдів»
- з медицини та фізіології: Карл Фердинанд Корі та Герті Тереза Корі — «За відкриття каталітичного перетворення глікогену»; Бернардо Альберто Усай — «За відкриття ролі гормонів передньої частки гіпофізу у метаболізмі глюкози»
- з літератури: Андре Жід
- премія миру: Рада друзів на службі суспільству; Американський комітет друзів на службі суспільству — «На знак протесту квакерів проти світової війни»